# 니시키역
니시키역(일본어: 錦駅)은 일본 시가현 오쓰시에 위치한 게이한 전기 철도 이시야마사카모토 선의 철도역이다. 역 번호는 OT 08이며, 상대식 승강장 2면 2선의 구조를 갖춘 지상역이다.

## 타는 곳
| (역사 측) | ■ 이시야마사카모토 선 | 하행 | 하마오쓰 · 사카모토 · 교토 · 오사카 방면 |
| (반대 측) | ■ 이시야마사카모토 선 | 상행 | 게이한이시야마 · 이시야마데라 방면       |

## 역 주변
- 도겐지
- 이와이 신사

## 인접 역
| 게이한 전기철도 ■ 이시야마사카모토 선 | 게이한 전기철도 ■ 이시야마사카모토 선 | 게이한 전기철도 ■ 이시야마사카모토 선 |
| ------------------------------------- | ------------------------------------- | ------------------------------------- |
| OT 07 제제혼마치 이시야마데라 방면    | ■ 이시야마사카모토 선                 | 게이한제제 OT 09 사카모토 방면        |